# Línea terminal
En anatomía humana, al referirse a la pelvis, se emplea el término Línea Terminal, para describir una línea imaginaria, semilunar sobre la superficie interna del ilion que divide a la pelvis en una mitad superior—la pelvis mayor o pelvis falsa—y una mitad inferior—la pelvis menor o pelvis verdadera. Ocasionalmente se emplea el término como sinónimo con la línea iliopectínea.

## Composición
La línea terminal puede ser definida como una estructura compuesta por la línea iliopectínea y el promontorio del hueso sacro, por lo que consiste en un recorrido que comienza en el promontorio sacro, pasa la articulación sacro-ilíaca por la línea arcuata, recorre el borde pélvico en la unión del cuerpo y el ala del sacro a combinación hasta la línea pectínea y termina en la espína púbica.